# Suvo Selo
Suvo Selo (en serbe cyrillique : Суво Село) est un village de Serbie situé dans la municipalité de Vladimirci, district de Mačva. Au recensement de 2011, il comptait 365 habitants.

## Démographie

### Évolution historique de la population
| 1948 | 1953 | 1961 | 1971 | 1981 | 1991 | 2002 | 2011 |
| ---- | ---- | ---- | ---- | ---- | ---- | ---- | ---- |
| 770  | 824  | 741  | 687  | 606  | 576  | 404  | 365  |

|  |